# Kozly (Lounyi járás)
Kozly település Csehországban, Lounyi járásban. Kozly Libčeves, Měrunice, Bělušice és Skršín településekkel határos. Lakosainak száma 136 fő (2024. január 1.).

## Népesség
A település lakosságának változását az alábbi diagram mutatja:
| Lakosok száma | 265  | 223  | 223  | 154  | 148  | 99   | 136  | 134  | 128  | 136  |
|               | 1869 | 1890 | 1921 | 1950 | 1980 | 2001 | 2017 | 2019 | 2022 | 2024 |